# 친환경
친환경(親環境, Environment friend또는 eco-friendly 줄여서 eco-)은  지구 환경을 파괴한다는 의미를 갖는 환경 농업, 친환경 개발, 친환경 주거지역 등과 같이 형용사적 용법으로 쓰인다.
친환경(親環境)은 사전적 정의로는 자연환경을 오염하지 않고 자연 그대로의 환경과 잘 어울리는 일 또는 그런 행위나 철학을 가리킨다.

## 환경 친화적  프로세스
환경 친화적인 프로세스(친환경, 자연 친화적, 녹색 프로세스(green processe)라고도 함)는 제품 및 서비스, 법률, 지침 및 정책을 언급하는 지속 가능성에 중점을 두는 가치 및 마케팅 용어로, 최소한으로 생태계나 또는 환경에 해를 끼치지 않는다. 산업과 회사는 이러한 모호한 용어를 사용하여 제품과 서비스를 홍보하며 때로는 에코 라벨과 같은 추가로 보다 구체적인 인증을 받도록 권장된다. 그러나 이들의 남용은 그린 워싱(Greenwashing)이라고 표현할 수 있다.  한편 지속가능한 개발 목표(SDG, Sustainable Development Goals)의 성공적이고 잠정적인 결과를 보장하기 위해 기업은 생산 과정에서 환경 친화적인 프로세스를 사용하는 것이 비용적이고 기존 프로세스에 비해 비효율적이라고 체감할 수는 있으나 영국 정부 및 환경당국의 정책적이고 지속적인 탄소 중립(carbon neutrality) 사례가 보여주듯이 중장기적인 필수 목표 중 하나이어야 한다는데 전문가과 과학자들은 강력하게 동의한다. 특히 지속가능한 개발목표(SDG) 12는 지속 가능한 소비 및 생산 패턴을 보장하기 위해 11 개의 목표와 13 개의 지표를 측정할 것을 제안한다. 이후 SDG는 지구환경의 회복력과 친환경을 위한 긴급한 조치에서 추가적인 목표를 설정하고 있다.

또한 산업계 등에 영향력을 행사할 수 있는 국제 표준화기구(ISO)는 인증자 및 환경 라벨러가 따라야하는 환경 라벨 및 선언에 대한 원칙과 절차를 수립하기 위해 ISO 14020 및 ISO 14024를 개발했다. 특히, 재정적 이해 상충의 방지, 건전한 과학적 방법 및 승인된 테스트 절차의 사용, 표준 설정의 개방성과 투명성에 관한 이러한 표준은 친환경의 철학을 실천하는 지구환경에서의 필수적인 생존 그 이상의 것을 의미한다는 점에서 산업혁명이후 역사적으로 시사하는 바가 매우 크다.

## 같이 보기
- 환경보호
- 재생 가능 에너지
- 탄소 중립